# Westlake Village
Westlake Village és una ciutat del Comtat de Los Angeles a l'estat de Califòrnia. Segons el cens del 2000 tenia 8.368 habitants.

## Demografia
Segons el cens del 2000, Westlake Village tenia 8.368 habitants, 3.270 habitatges, i 2.491 famílies. La densitat de població era de 620,1 habitants/km².
Dels 3.270 habitatges en un 32,3% hi vivien nens de menys de 18 anys, en un 65,8% hi vivien parelles casades, en un 8% dones solteres, i en un 23,8% no eren unitats familiars. En el 19,3% dels habitatges hi vivien persones soles el 7,9% de les quals corresponia a persones de 65 anys o més que vivien soles. El nombre mitjà de persones vivint en cada habitatge era de 2,56 i el nombre mitjà de persones que vivien en cada família era de 2,93.
Per edats la població es repartia de la següent manera: un 23,8% tenia menys de 18 anys, un 3,9% entre 18 i 24, un 23,1% entre 25 i 44, un 31,9% de 45 a 60 i un 17,3% 65 anys o més.
L'edat mediana era de 45 anys. Per cada 100 dones de 18 o més anys hi havia 89,7 homes.
Cap de les famílies i el 2,5% de la població estaven per davall del llindar de pobresa.

## Poblacions properes
El següent diagrama mostra les poblacions més properes.

## Personatges il·lustres
- Josh McNey